# Cacia albicollis
Cacia albicollis är en skalbaggsart som beskrevs av Heller 1923. Cacia albicollis ingår i släktet Cacia och familjen långhorningar.
Artens utbredningsområde är Filippinerna. Inga underarter finns listade.